# معهد راند قطر للسياسات
تم التوقيع على إنشاء معهد راند قطر للسياسات في 28 أبريل 2003 وهي الأحدث من بين عدة مبادرات تعليمية وبحثية أطلقتها مؤسسة قطر حيث سيكون معهد راند قطر للسياسات جزءا مهما من المدينة التعليمية بوصفها مركزا إقليميا متميزا للتعليم والبحوث والتطور والتقني، حيث يتم إنشاء روابط علمية مع برامج الطب وفنون التصميم والهندسة والبرامج التعليمية التي ستضمها المدينة ويقوم المعهد بتدريب محللي السياسات في المنطقة على طرق البحث التي ستساعد القادة اتخاذ قرارات سياسية رشيدة تعتمد على قاعدة أساسية من المعلومات.
وسيقوم معهد راند قطر للسياسات بدعم موقف قطر كمركز للتحليل والبحث في الشرق الأوسط كما يساعد على بناء قدرات وطنية وإقليمية قادرة على تحليل السياسات بعد أن أصبحت قطر ضمن طليعة دول الشرق الأوسط من حيث تطبيق التحليل الدقيق والموضوعي ويقدم المعهد استشارات نوعية للمجتمع فهو مؤسسة ستقدم استشارات إستراتيجية داخل البلد وخارجها في معظم القطاعات والأنشطة الإنسانية ويضع خططا لتطوير التعليم.